# Benoît Jecker
Benoît Jecker (* 12. Juni 1994 in Freiburg im Üechtland) ist ein Schweizer Eishockeyspieler, der seit Juli 2020 bei Fribourg-Gottéron aus der Schweizer National League unter Vertrag steht und dort auf der Position des Verteidigers spielt.

## Karriere
Das Eishockeyspiel erlernte Jecker bei den Junioren von Fribourg-Gottéron, bevor er in die Nachwuchsabteilung des HC Davos wechselte. Vor der Saison 2013/14 folgte der Wechsel zum EHC Biel, wo er sein Debüt in der National League A (NLA) gab.
Nach dem erfolgreichen Abschneiden in der Saison 2017/18, seine Mannschaft erreichte das Halbfinale der Playoffs, wechselte Jecker zur Saison 2018/19 ins Tessin zum HC Lugano. Seit der Saison 2020/21 spielt der Verteidiger wieder für seinen Stammverein Fribourg-Gottéron. Für den Spengler Cup 2023 wurde er als Gastspieler vom HC Ambrì-Piotta verpflichtet.

## Erfolge und Auszeichnungen
- 2024 Spengler-Cup-Gewinn mit Fribourg-Gottéron

## Karrierestatistik

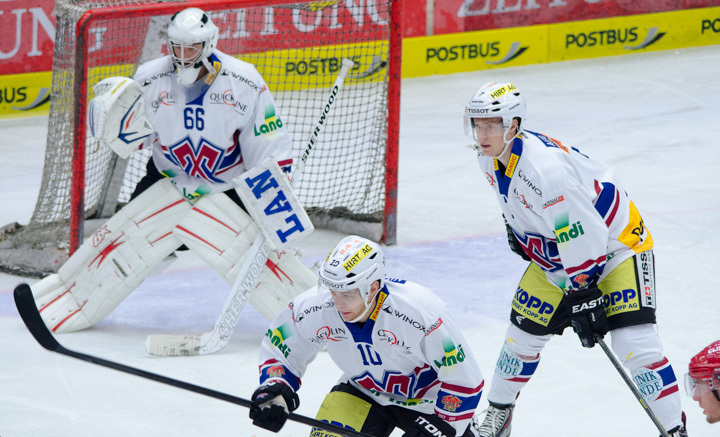
Jecker (rechts) im Trikot des EHC Biel (2013)

Stand: Ende der Saison 2024/25

### International
Vertrat die Schweiz bei:
- Ivan Hlinka Memorial Tournament 2012
- U20-Junioren-Weltmeisterschaft 2014

(Legende zur Spielerstatistik: Sp oder GP = absolvierte Spiele; T oder G = erzielte Tore; V oder A = erzielte Assists; Pkt oder Pts = erzielte Scorerpunkte; SM oder PIM = erhaltene Strafminuten; +/− = Plus/Minus-Bilanz; PP = erzielte Überzahltore; SH = erzielte Unterzahltore; GW = erzielte Siegtore; 1 Play-downs/Relegation; Kursiv: Statistik nicht vollständig)